# Club Alcobendas rugby
Maillots
Actualités
Le Club Alcobendas rugby, également connu pour des raisons de sponsoring sous le nom de Silicius Alcobendas Rugby, est un club espagnol de rugby à XV fondé en 2003 et basé à Alcobendas, dans la communauté de Madrid.
Le club a évolué à plusieurs reprises en División de Honor, la première division espagnole, avant de redescendre en division inférieure à la suite d'une affaire de fraude documentaire liée à l'inscription de joueurs non sélectionnables, ayant conduit à la disqualification de l’équipe nationale espagnole de la Coupe du monde 2023.

## Histoire

### Origines
Le club est l’héritier d’un tissu rugbystique dense et ancien dans le nord de Madrid. L’origine remonte au Teca Rugby Club, fondé en 1972 à partir de l’union des écoles d’ingénieurs des télécommunications et des chemins de fer. Le Teca RC, champion de la Coupe d’Espagne en 1980 et 1983, transfère sa base à Alcobendas en 1981. En 1990, il fusionne avec le Club España Urogallo (CEU), donnant naissance au Alcobendas Rugby Club.
Parallèlement, en 1990, naît dans le quartier huppé de La Moraleja le Club Deportivo Acantos, renommé Club de Rugby La Moraleja-El Soto en 1993. Les deux entités rivales fusionnent à la fin des années 1990 pour former le Moraleja Alcobendas Rugby Unión ou MARU, qui devient le premier club professionel du rugby espagnol, projet soutenu par la famille Martínez Bravo, qui tente de professionnaliser le rugby espagnol.
Le MARU connaît un succès rapide, remportant le championnat de División de Honor en 2000–2001, sous la direction de Santiago Santos (en), futur sélectionneur national de 2013 à 2023. L’effectif compte alors des internationaux comme Steve Tuineau, Dan Wong, Simon Brooke (frère des All Blacks Zinzan et Robin Brooke), François Dulac, ainsi que des stars espagnoles comme Yannick Pichardie. Malgré un palmarès prometteur, le MARU disparaît en 2003 pour raisons économiques.
Le Club Deportivo Básico Alcobendas Rugby est fondé la même année par des supporters du MARU, qui récupèrent ses droits sportifs. Le club entame alors un nouveau cycle, plus modeste mais durable.

### Refondation du club
Le club actuel, refondé le 17 juillet 2003 sous le nom de Club Deportivo Básico Alcobendas Rugby, a poursuivi cette tradition d’excellence sportive tout en renforçant son ancrage local madrilène. Dans les années 2010, le club a connu une nouvelle période faste avec une montée en puissance de son équipe première, soutenue par une cantera (école de rugby) florissante comptant plus de 500 licenciés. Cette structure de formation est reconnue comme l’une des plus importantes de la zone nord de la Communauté de Madrid.

### Montée en puissance
Le club accède à la División de Honor pour la première fois en 2006. Malgré une relégation, il parvient à se stabiliser dans l’élite espagnole à partir de la saison 2014-2015. Il se fait remarquer par sa régularité, terminant plusieurs fois dans le haut du classement.
Entre 2018 et 2022, Alcobendas Rugby se hisse deux fois en finale du championnat d’Espagne, et remporte également la Copa del Rey à deux reprises (2019 et 2020). Le club devient alors l’un des piliers du rugby espagnol.

### Affaire Gavin van den Berg et relégation
L'affaire éclate en 2022 à la suite de l’inéligibilité du joueur sud-africain Gavin van den Berg, qui avait disputé deux rencontres du championnat d'Europe de rugby à XV 2021-2022, comptant pour les qualifications à la Coupe du monde 2023.
Afin d’obtenir le statut de joueur sélectionnable avec l’équipe nationale espagnole, van den Berg avait présenté une demande de naturalisation sportive via son club, le Club Alcobendas rugby. Van der Berg évolue alors en Espagne depuis la saison 2018-2019, débutée avec le Club Deportivo Aparejadores Rugby Burgos, il semblait initialement remplir les conditions établies par World Rugby, à savoir une résidence ininterrompue de 36 mois sur le territoire espagnol, sans absences de plus de 60 jours.
Cependant, selon les révélations du journal Marca, van den Berg aurait quitté l’Espagne durant l’été 2020 pour séjourner en Afrique du Sud auprès de son père malade. Ce séjour aurait excédé la durée autorisée pour maintenir la continuité de résidence. Dans le dossier transmis à la Fédération espagnole de rugby en septembre 2021, une photocopie de son passeport aurait été jointe, sans indiquer de sortie irrégulière. Toutefois, un tampon douanier attestant d’une entrée sur le territoire aurait été falsifié. Van den Berg aurait justifié cet élément en déclarant que son passeport avait été perdu.
La Fédération espagnole, mise en cause pour manquement dans le contrôle des documents, a ouvert une enquête. L’affaire a conduit à la disqualification de l’équipe d’Espagne de la Coupe du monde 2023, à la suite d’une décision de World Rugby. Alcobendas Rugby, fortement impliqué dans la constitution du dossier litigieux, a été sanctionné par son exclusion de la División de Honor pour la saison 2022-2023. Qualifié pour les quarts de finale du championnat, le club est déclaré forfait, au profit de Complutense Cisneros. De même, qualifié en finale de coupe d'Espagne, l'équipe est disqualifiée et laisse sa place au Ciencias RC.
Le club retrouve sa place en División de Honor et s'impose comme l'une des figures majeures du rugby espagnol, tout en se consacrant à la formation de joueurs.
A partir de 2023, l’équipe est entraînée par Javier Garrido. Lors de la saison 2024-2025, le Silicius Alcobendas Rugby termine à la troisième place de la phase régulière de la División de Honor. Le club atteint les demi-finales du championnat, où il est éliminé à domicile par le Complutense Cisneros. En Coupe du Roi, Alcobendas est également battu en demi-finale.

## Identité du club

### Nom et sponsoring
Depuis 2023, le club est connu sous le nom de Silicius Alcobendas Rugby dans le cadre d’un accord de sponsoring avec le groupe immobilier Silicius Real Estate.

### Couleurs et emblèmes
Les couleurs traditionnelles du club sont le grenat et le noir. Le logo intègre des éléments évoquant la ville d’Alcobendas et l’univers rugbystique.

### Stade
Depuis 2003, le club joue ses matchs à domicile au Campo de rugby Las Terrazas, une enceinte municipale polyvalente située à Alcobendas.

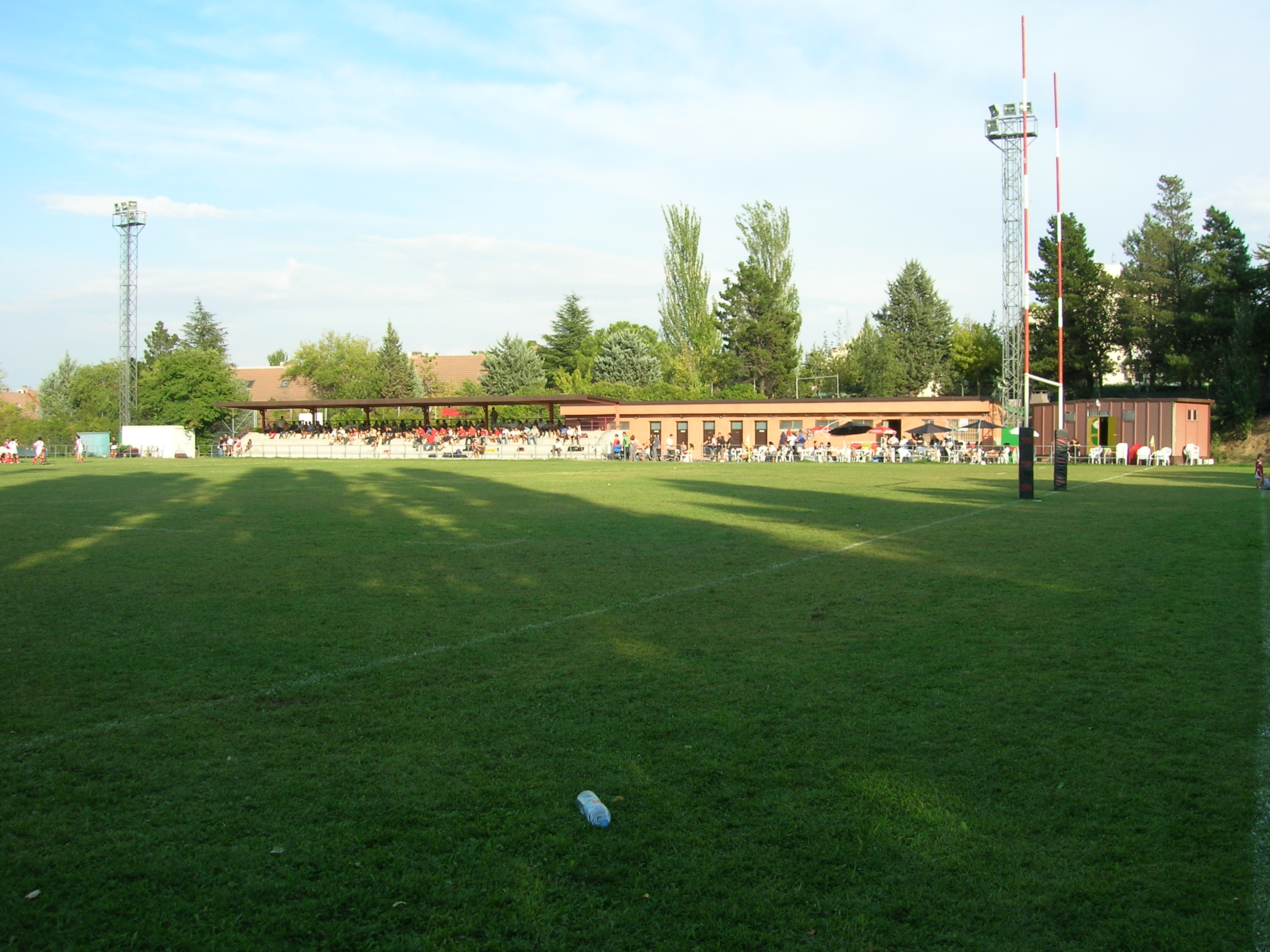
Las Terrazas

### Complexe sportif José-Caballero
Il arrive parfois à l'équipe, en fonction de l'état de la pelouse de Las Terrazas par exemple, de jouer sur le Complexe sportif José-Caballero. Ce stade est inauguré en 1990 par le match Espagne - Nouvelle-Zélande.

## Palmarès
Le palmarès du rugby à Alcobendas reflète l’évolution historique du club sous ses différentes appellations successives :
Sous le nom de Teca Rugby Club
- Coupe FER (Copa FER) :
  - Vainqueur : 1980, 1983

Sous le nom de Moraleja Alcobendas Rugby Unión (MARU)
- Championnat d’Espagne – División de Honor :
  - Champion : 2001-2002[3]
- Supercoupe d’Espagne :
  - Finaliste : 2002
- Coupe du Roi :
  - Finaliste : 2003

Sous le nom de Club Alcobendas Rugby
- Coupe du Roi :
  - Vainqueur : 2019, 2020, 2021
- Championnat d’Espagne – División de Honor B :
  - Champion : 2006-2007, 2009-2010, 2014-2015
- Coupe de Madrid :
  - Vainqueur : 2008, 2010
- Championnat d’Espagne de rugby à sept :
  - Champion : 2016

## Organisation

### Formation
Le club est reconnu pour la qualité de sa cantera, son centre de formation, l’une des plus importantes du pays. Il alimente régulièrement les sélections de jeunes de la fédération espagnole.

## Personnalités du club
Plusieurs internationaux espagnols ont évolué ou été formés au club, dont :
- Brad Linklater (en)
- Jaime Nava (en)[17]
- Mathieu Belie
- Marco Pinto Ferrer
- Fermín de la Fuente
- Gavin van den Berg (au centre du scandale de 2022)
- Martín Kafka
- Perico Martín
- Glenn Rolls (en)
- Gonzalo Bermejo
- Thierry Futeu[18]